# Niccolò Alunno
Niccolò Alunno (také Niccolò di Liberatore a Niccolò da Foligno; 1430 Foligno – 1502 Foligno) byl italský malíř renesanční Umbrijské školy.

## Život
Narodil se ve Folignu jako syn lékárníka. Byl žákem malíře Bartolomea di Tomaso, ovlivnili jej také Benozzo Gozzoli z florentské školy (zejména v ikonografii: volbě a uspořádání motivů) a Benátčané (v barevnosti). 
Roku 1460 se oženil s Kateřinou, dcerou folignského malíře Pietra di Giovanni, řečeného Mazzaforte (který byl synem Giovanniho di Corraduccio a maloval mezi léty 1440-1450).  Poslední obraz datoval rokem 1499. Zemřel jako bohatý muž o tři roky později. 

## Práce
První známé práce pocházejí z let 1457–1458, jsou to oltářní obraz z kostela Santa Maria dei Consoli a procesní štít bratrstva z kostela sv. Františka, obojí ve městě Deruta, blízko Perugie (nyní v tamní pinkotéce). Poslední obraz je datován rokem 1499. 
Působil ve Folignu, v Assisi a v dalších obcích provincie Perugia. Maloval štíty (gonfalone) pro procesí náboženských bratrstev, oltářní obrazy, také světské náměty a fresky. 
Dochovalo se asi pět celých oltářních retáblů (polyptychů) a dvě desítky jednotlivých oltářních desek, štítů či jejich fragmentů, zpravidla malovaných temperou na dřevě, se zlaceným pozadím a řezanými zlacenými rámy. Nedochovala se freska z fasády kostela Santa Maria degli Angeli v Assisi (zničená i se štítovou zdí chrámu při zemětřesení v 18. století). 
Alunnův rozlehlý dům ve Folignu se dochoval, nyní je součástí kláštera Sv. Anny sester Beaty Angeliny di Marsciano, v ulici via Nicolò Alunno. Nicolò vyzdobil jeho stěny různými obrázky a portréty, mj. autoportrétem s manželkou. 
Giorgio Vasari chybným výkladem podpisu na polyptychu z kostela sv. Mikuláše (San Nicolò) ve Folignu připsal některé práce neexistujícímu Alunnovi di Foligno. Malíř se podepsal latinsky Alumnus Fulginiae nebo Nicholaus Alumnus Fulginiae (správně Nicolo, občan z Foligna).

### Žáci
Vyučil se u něj syn Lattanzio, který také převzal otcovu dílnu. Mariotti předpokládal, že se u Alunna vyučili Perugino, Pinturicchio a Andrea di Luigi.

## Dílo (výběr)
- Madonna z kostela Santa Maria dei Consoli, se svatými Františkem a Bernardinem Sienským, 1457; pinakotéka  Deruta
- Sv. Antonín Veliký (opat), na rubu svatí František a Bernardin Sienský, 1457, štít laického bratrstva od františkánů ve Folignu, r. 1957 zakoupen do Louvru
- Panna Marie, ochránkyně kajícníků - madona stojící mezi sv. Františkem a sv. Klárou, pod pláštěm chrání kajícníky v bílých hábitech (Pinacoteca comunale, Assisi)
- Polyptych s trůnící Pannou Marií a Ježíškem mezi šesti světci, Rufinus z Assisi vyobrazen se synem - jáhnem Caesidiem; retábl z hlavního oltáře katedrály sv. Rufina v Assisi
- Polyptych s Korunováním Panny Marie a Kristem v hrobě, mezi 12 světci a světicemi, z kostela v Monstelparu, 1466; Pinakotéka Vatikán
- Panna Maria přímluvkyně, se svatými Šebestiánem, Klárou, Řehořem Velikým, Františkem, Rufinem a dalšími; štít bratrstev z morového procesí ke sv. Františkovi do Assisi, v pozadí nejstarší veduta města Assisi, 1470; nyní v Kevelaeru, (Severní Porýní Vestfálsko).[2]
- Polyptych s Adorací Páně mezi 16 světci, 1483, Nocera Umbra
- Dále je zastoupen ve veřejných sbírkách: Městské muzeum v Assisi; Katedrální muzeum v Assisi; Pinacoteca Perugia; Vatikánská muzea: Pinacoteca; São Paulo Art Museum, The Walters Art Museum Baltimore, Fogg Museum Harvard aj.

## Galerie

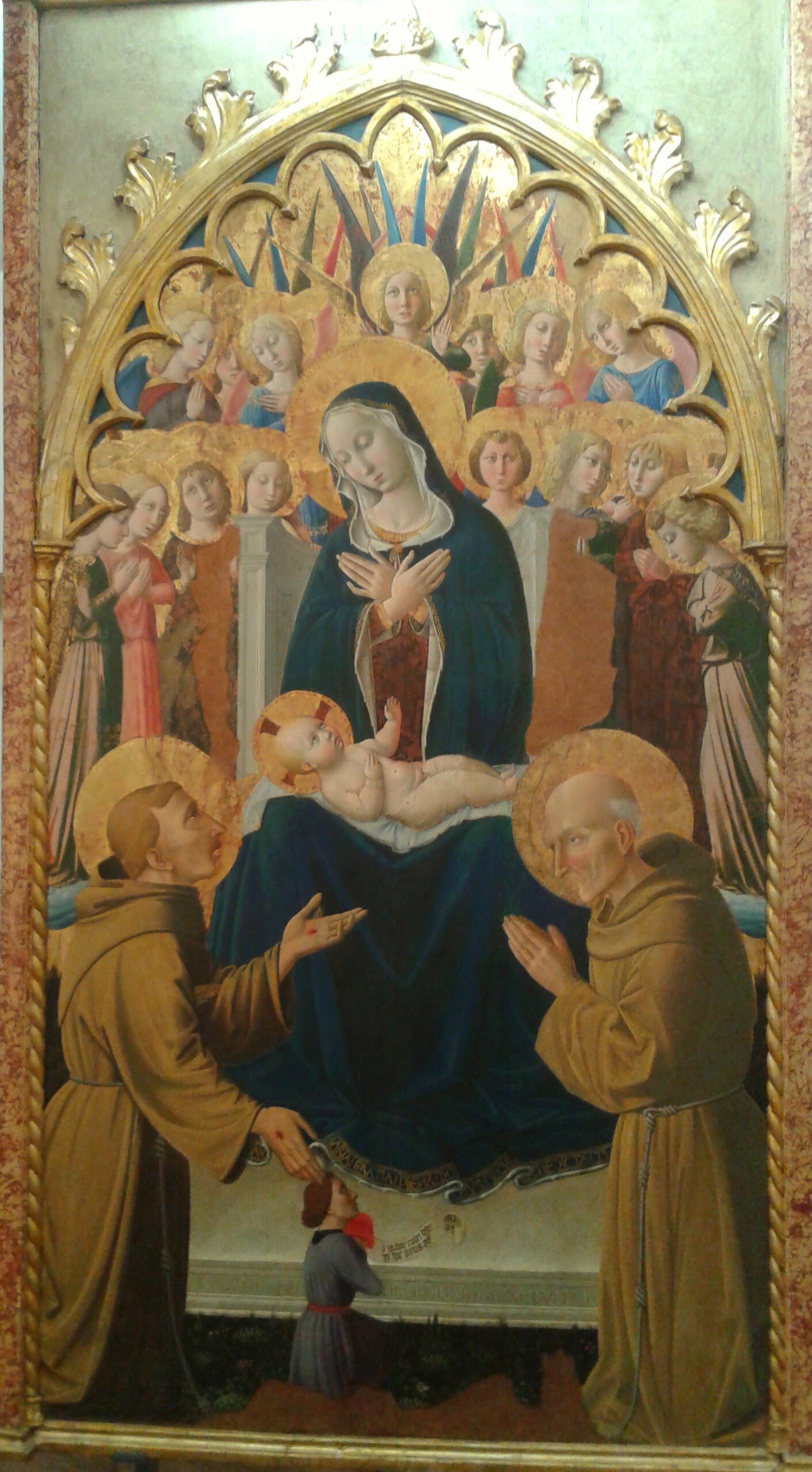
Madona dei Consoli
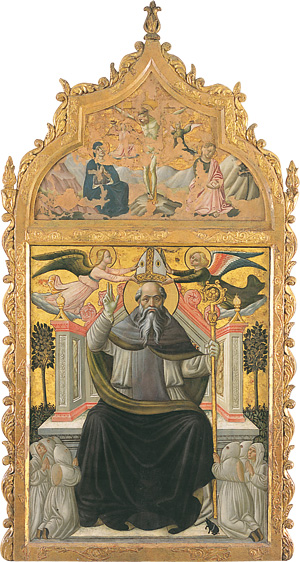
Sv. Antonín opat
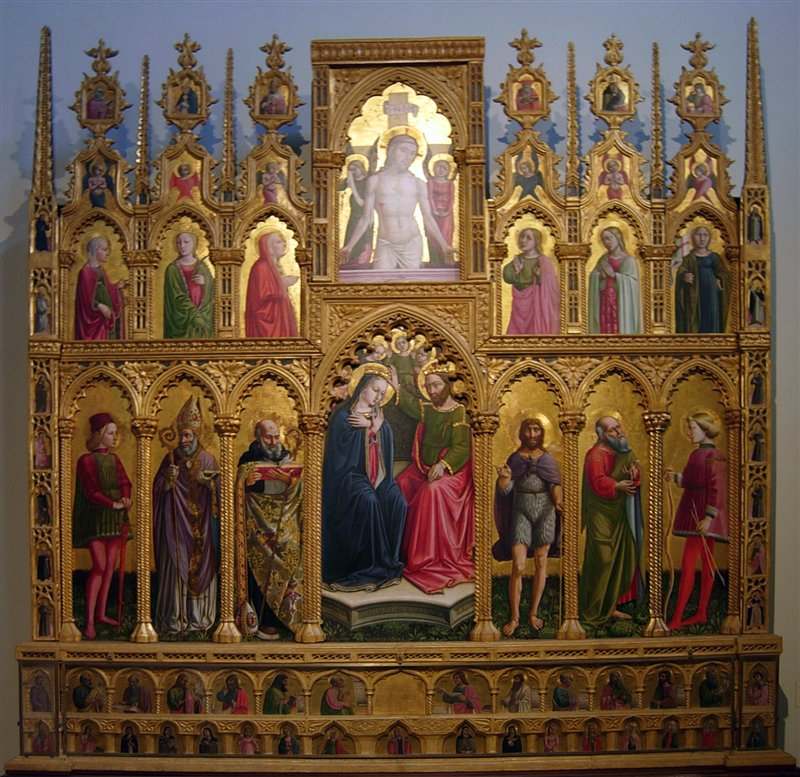
Korunování Panny Marie mezi 12 světci
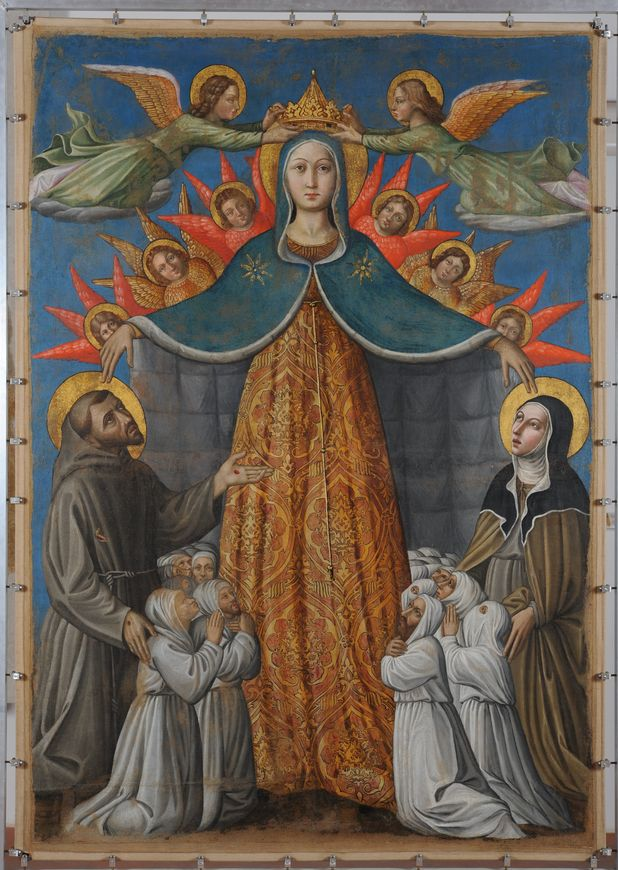
Panna Marie ochránkyně kajícníků
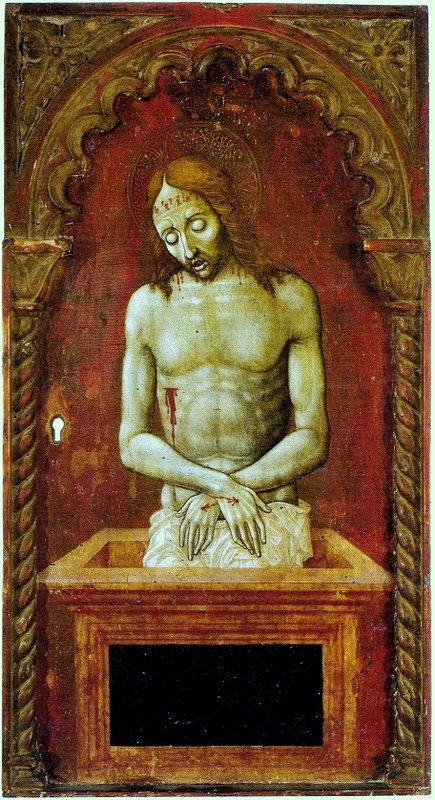
Ecce Homo, São Paulo